# Дискографія Брітні Спірс
Дискографія американської поп-співачки Брітні Спірс складається з семи студійних альбомів, п'яти збірок, тридцяти семи синглів, двох промо-синглів і 6 відео-альбомів.
За весь час творчості Брітні продала понад 100 мільйонів записів в усьому світі, ставши однією з найуспішніших поп-музикантів. Вона займає восьме місце в США за кількістю проданих альбомів серед співачок, продавши в цій країні 32 мільйони альбомів.

## Альбоми

### Студійні альбоми
| Назва                                                                           | Деталі                                                                             | Найвищі позиції в хіт-парадах | Найвищі позиції в хіт-парадах | Найвищі позиції в хіт-парадах | Найвищі позиції в хіт-парадах | Найвищі позиції в хіт-парадах | Найвищі позиції в хіт-парадах | Найвищі позиції в хіт-парадах | Найвищі позиції в хіт-парадах | Найвищі позиції в хіт-парадах | Найвищі позиції в хіт-парадах | Сертифікації | Продажі                                 |
| Назва                                                                           | Деталі                                                                             | USA                           | AUS                           | CAN                           | FRA                           | GER                           | IRE                           | JPN                           | NLD                           | SWI                           | UK                            | Сертифікації | Продажі                                 |
| ------------------------------------------------------------------------------- | ---------------------------------------------------------------------------------- | ----------------------------- | ----------------------------- | ----------------------------- | ----------------------------- | ----------------------------- | ----------------------------- | ----------------------------- | ----------------------------- | ----------------------------- | ----------------------------- | --- | --------------------------------------- |
| ...Baby One More Time                                                           | - Вийшов: 12 січня 1999 - Компанія: Jive - Формати: CD, касета, вініл              | 1                             | 2                             | 1                             | 4                             | 1                             | 6                             | 9                             | 3                             | 1                             | 2                             | - US: 14× Платиновий - AUS: 4× Платиновий - CAN: Діамантовий - GER: 3× Золотий - UK: 3× Платиновий - EU: 4× Платиновий                                                  | - Світ: 25,000,000 - США: 13,000,000    |
| Oops!... I Did It Again                                                         | - Вийшов: 16 травня 2000 - Компанія: Jive - Формати: CD, касета, вініл             | 1                             | 2                             | 1                             | 1                             | 1                             | 3                             | 4                             | 1                             | 1                             | 2                             | - США: 10× Платиновий - Австралія: 3× Платиновий - Канада: 5× Платиновий - Німеччина: 3× Платиновий - Велика Британія: 3× Платиновий - Європейський Союз: 4× Платиновий | - Світ: 20,000,000 - США: 10,411,000[A] |
| Britney                                                                         | - Вийшов: 5 листопада 2001 - Компанія: Jive - Формати: CD, вініл, онлайн-загрузка  | 1                             | 4                             | 1                             | 2                             | 1                             | 3                             | 4                             | 11                            | 1                             | 4                             | - США: 4× Платиновий - Австралія: 2× Платиновий - Канада: 3× Платиновий - Німеччина: Платиновий - Велика Британія: Платиновий - EU: 2× Платиновий                       | - Світ: 12,000,000 - США: 4,943,000[B]  |
| In the Zone                                                                     | - Вийшов: 16 листопада 2003 - Компанія: Jive - Формати: CD, онлайн-загрузка        | 1                             | 10                            | 2                             | 1                             | 2                             | 3                             | 3                             | 9                             | 6                             | 13                            | - США: 2× Платиновий - Австралія: Платиновий - Канада: 3× Платиновий - Німеччина: Золотий - Велика Британія: Платиновий - EU: Платиновий                                | - Світ: 10,000,000 - США: 2,991,000     |
| Blackout                                                                        | - Вийшов: 26 жовтня 2007 - Компанія: Jive - Формати: CD, онлайн-загрузка           | 2                             | 3                             | 1                             | 2                             | 10                            | 1                             | 4                             | 14                            | 4                             | 2                             | - Австралія: 2× Платиновий - Канада: Платиновий - Велика Британія: Золотий                                                                                              | - Світ: 3,100,000 - США: 991,000        |
| Circus                                                                          | - Вийшов: 28 листопада 2008 - Компанія: Jive - Формати: CD, онлайн-загрузка        | 1                             | 3                             | 1                             | 3                             | 9                             | 2                             | 5                             | 10                            | 1                             | 4                             | - США: Платиновий - Австралія: 2× Платиновий - Канада: 3× Платиновий - Німеччина: Золотий - Велика Британія: Платиновий                                                 | - Світ: 4,000,000 - США: 1,700,000      |
| Femme Fatale                                                                    | - Вийшов: 25 березня 2011 - Компанія: Jive - Формати: CD, онлайн-загрузка, digipak | 1                             | 1                             | 1                             | 4                             | 10                            | 4                             | 9                             | 7                             | 2                             | 8                             | - США: Платиновий - Австралія: Золотий - Канада: Платиновий | - Світ: 1,052,000 - США: 590,000        |
| Риска означає непопадання в хіт-парад, або продукт не виходив на цій території. |                                                                                    |                               |                               |                               |                               |                               |                               |                               |                               |                               |                               | |                                         |

Примітки:
- ↑  A На грудень 2010, Oops!…I did it Again був проданий в обсязі 9 201 000 примірників у США згідно з Nielsen SoundScan[45], з додатковими 1,210,000 копіями згідно з BMG Music Clubs[46].
- ↑  B На грудень 2010, Britney проданий в обсязі 4 355 000 примірників у США згідно з Nielsen SoundScan[45], з додатковими 588,000 копіями, згідно з BMG Music Clubs[46].

### Збірки
| Назва                                                                           | Деталі                                                                                  | Найвищі позиції в хіт-парадах | Найвищі позиції в хіт-парадах | Найвищі позиції в хіт-парадах | Найвищі позиції в хіт-парадах | Найвищі позиції в хіт-парадах | Найвищі позиції в хіт-парадах | Найвищі позиції в хіт-парадах | Найвищі позиції в хіт-парадах | Найвищі позиції в хіт-парадах | Найвищі позиції в хіт-парадах | Сертифікації | Продажи                            |
| Назва                                                                           | Деталі                                                                                  | USA                           | AUS                           | CAN                           | FRA                           | GER                           | IRE                           | JPN                           | NLD                           | SWI                           | UK                            | Сертифікації | Продажи                            |
| ------------------------------------------------------------------------------- | --------------------------------------------------------------------------------------- | ----------------------------- | ----------------------------- | ----------------------------- | ----------------------------- | ----------------------------- | ----------------------------- | ----------------------------- | ----------------------------- | ----------------------------- | ----------------------------- | --- | ---------------------------------- |
| Greatest Hits: My Prerogative                                                   | - Вийшов: 9 листопада 2004 - Компанія: Jive - Формат: CD, онлайн-завантаження, digipack | 4                             | 4                             | 3                             | 1                             | 4                             | 1                             | 1                             | 7                             | 6                             | 2                             | - США: Платиновий - Австралія: 2× Платиновий - Канада: Золотий - Велика Британія: 2× Платиновий - Європейський Союз: Платиновий | - Світ: 5,000,000 - США: 1,395,000 |
| B in the Mix: The Remixes                                                       | - Вийшов: 22 листопада 2005 - Компанія: Jive - Формати: CD, онлайн-загрузка             | 134                           | —                             | —                             | 32                            | —                             | —                             | 25                            | —                             | —                             | 98                            | | - США: 105,000                     |
| The Singles Collection                                                          | - Вийшов: 10 листопада 2009 - Компанія: Jive - Формати: CD, онлайн-загрузка, бокс-сет   | 22                            | 23                            | 19                            | —                             | 80                            | 30                            | 8                             | 77                            | 51                            | 38                            | - Канада: Золотий | - США: 172,000                     |
| B in the Mix: The Remixes Vol. 2                                                | - Вийшов: 11 жовтня 2011 - Компанія: RCA - Формати: CD, онлайн-загрузка                 | 47                            | —                             | 53                            | 57                            | —                             | —                             | —                             | —                             | —                             | 171                           | | - США: 24,000                      |
| Oops!... I Did It Again - The Best Of Britney Spears                            | - Вийшов: 18 червня 2012 - Компанія: RCA - Формати: CD, онлайн-загрузка                 | —                             | —                             | —                             | —                             | —                             | —                             | —                             | —                             | —                             | —                             | |                                    |
| Риска означає непопадання в хіт-парад, або продукт не виходив на цій території. |                                                                                         |                               |                               |                               |                               |                               |                               |                               |                               |                               |                               | |                                    |

## Сингли
| Назва                                                                           | Рік  | Найвищі позиції в хіт-парадах | Найвищі позиції в хіт-парадах | Найвищі позиції в хіт-парадах | Найвищі позиції в хіт-парадах | Найвищі позиції в хіт-парадах | Найвищі позиції в хіт-парадах | Найвищі позиції в хіт-парадах | Найвищі позиції в хіт-парадах | Найвищі позиції в хіт-парадах | Найвищі позиції в хіт-парадах | Найвищі позиції в хіт-парадах | Сертифікації | Альбом                        |
| Назва                                                                           | Рік  | USA                           | Pop                           | AUS                           | CAN                           | FRA                           | GER                           | IRE                           | SWE                           | NZ                            | SWI                           | UK                            | Сертифікації | Альбом                        |
| ------------------------------------------------------------------------------- | ---- | ----------------------------- | ----------------------------- | ----------------------------- | ----------------------------- | ----------------------------- | ----------------------------- | ----------------------------- | ----------------------------- | ----------------------------- | ----------------------------- | ----------------------------- | --- | ----------------------------- |
| «…Baby One More Time»                                                           | 1998 | 1                             | 1                             | 1                             | 1                             | 1                             | 1                             | 1                             | 1                             | 1                             | 1                             | 1                             | - US: Платиновий - AUS: 3× Платиновий - FRA: Платиновий - GER: 3× Золотий - NZ: Платиновий - SWE: Платиновий - SWI: Платиновий - UK: 2× Платиновий     | …Baby One More Time           |
| «Sometimes»                                                                     | 1999 | 21                            | 6                             | 2                             | 7                             | 13                            | 6                             | 5                             | 4                             | 1                             | 7                             | 3                             | - Австралія: Платиновий - Франція: Срібний - Нова Зеландія: Золотий - Велика Британія: Золотий                                                         | …Baby One More Time           |
| «(You Drive Me) Crazy»                                                          | 1999 | 10                            | 4                             | 12                            | 3                             | 2                             | 4                             | 3                             | 2                             | 5                             | 4                             | 5                             | - Австралія: Платиновий - Франція: Золотий - Німеччина: Золотий - Велика Британія: Срібний                                                             | …Baby One More Time           |
| «Born to Make You Happy»                                                        | 1999 | —                             | —                             | —                             | 21                            | 9                             | 3                             | 1                             | 2                             | —                             | 3                             | 1                             | - Франція: Срібний - Німеччина: Золотий - Нова Зеландія: Золотий - Швеція: Платиновий - Велика Британія: Срібний                                       | …Baby One More Time           |
| «From the Bottom of My Broken Heart»                                            | 1999 | 14                            | 17                            | 37                            | 25                            | —                             | —                             | —                             | —                             | 23                            | —                             | —                             | - США: Платиновий | …Baby One More Time           |
| «Oops!… I Did It Again»                                                         | 2000 | 9                             | 1                             | 1                             | 1                             | 4                             | 2                             | 2                             | 1                             | 1                             | 1                             | 1                             | - Австралія: Платиновий - Франція: Золотий - Німеччина: Золотий - Нова Зеландія: Платиновий - Швеція: Sweden - SWI: Золотий - Велика Британія: Золотий | Oops!… I Did It Again         |
| «Lucky»                                                                         | 2000 | 23                            | 9                             | 3                             | 2                             | 16                            | 1                             | 2                             | 1                             | 4                             | 1                             | 5                             | - Австралія: Платиновий - Німеччина: Золотий - Нова Зеландія: Платиновий - Швеція: Платиновий - Велика Британія: Срібний                               | Oops!… I Did It Again         |
| «Stronger»                                                                      | 2000 | 11                            | 17                            | 13                            | 9                             | 20                            | 4                             | 6                             | 4                             | 15                            | 6                             | 7                             | - США: Золотий - Австралія: Золотий - Франція: Срібний - Німеччина: Золотий                                                                            | Oops!… I Did It Again         |
| «Don't Let Me Be the Last to Know»                                              | 2001 | —                             | —                             | —                             | 34                            | 27                            | 12                            | 12                            | 12                            | —                             | 9                             | 12                            | | Oops!… I Did It Again         |
| «What's Going On» (Artists Against AIDS Worldwide)                              | 2001 | 27                            | —                             | —                             | —                             | —                             | —                             | —                             | —                             | —                             | —                             | —                             | | Благодійний сингл             |
| «I'm a Slave 4 U»                                                               | 2001 | 27                            | 15                            | 7                             | 8                             | 8                             | 3                             | 6                             | 7                             | 13                            | 7                             | 4                             | - Австралія: Золотий - Франція: Срібний - SWI: Золотий                                                                                                 | Britney                       |
| «Overprotected»                                                                 | 2001 | 86                            | 37                            | 16                            | 22                            | 15                            | —                             | 9                             | 2                             | —                             | —                             | 4                             | - Австралія: Золотий - Франція: Срібний - Швеція: Золотий                                                                                              | Britney                       |
| «I'm Not a Girl, Not Yet a Woman»                                               | 2002 | —                             | 21                            | 7                             | —                             | 25                            | 10                            | 3                             | 4                             | 40                            | 16                            | 2                             | - Австралія: Золотий | Britney                       |
| «I Love Rock 'n' Roll»                                                          | 2002 | —                             | —                             | 13                            | 33                            | —                             | 7                             | 8                             | 18                            | 15                            | 15                            | 13                            | - Австралія: Золотий | Britney                       |
| «Anticipating»                                                                  | 2002 | —                             | —                             | —                             | —                             | 38                            | —                             | —                             | —                             | —                             | —                             | —                             | | Britney                       |
| «Boys» (Разом із Фарреллом)                                                     | 2002 | —                             | 32                            | 14                            | 21                            | 55                            | 19                            | 10                            | 11                            | 39                            | 20                            | 7                             | - Австралія: Золотий | Britney                       |
| «That's Where You Take Me»                                                      | 2003 | —                             | —                             | —                             | —                             | —                             | —                             | —                             | —                             | —                             | —                             | —                             | | Britney                       |
| «Me Against the Music» (Разом із Мадонною)                                      | 2003 | 35                            | 11                            | 1                             | 2                             | 11                            | 5                             | 1                             | 5                             | 13                            | 4                             | 2                             | - Австралія: Платиновий | In the Zone                   |
| «Toxic»                                                                         | 2004 | 9                             | 1                             | 1                             | 1                             | 3                             | 4                             | 1                             | 2                             | 2                             | 4                             | 1                             | - США: Золотий - Австралія: Платиновий - Франція: Срібний - Швеція: Золотий - Велика Британія: Срібний                                                 | In the Zone                   |
| «Everytime»                                                                     | 2004 | 15                            | 4                             | 1                             | 2                             | 2                             | 4                             | 1                             | 3                             | —                             | 6                             | 1                             | - США: Золотий - Австралія: Золотий - Франція: Срібний - Швеція: Золотий                                                                               | In the Zone                   |
| «Outrageous»                                                                    | 2004 | 79                            | 23                            | —                             | —                             | —                             | —                             | —                             | —                             | —                             | —                             | —                             | | In the Zone                   |
| «My Prerogative»                                                                | 2004 | —                             | 22                            | 7                             | —                             | 18                            | 3                             | 1                             | 6                             | 17                            | 4                             | 3                             | - Австралія: Золотий | Greatest Hits: My Prerogative |
| «Do Somethin'»                                                                  | 2005 | 100                           | —                             | 8                             | —                             | 70                            | 18                            | 4                             | 10                            | —                             | 11                            | 6                             | - Австралія: Золотий | Greatest Hits: My Prerogative |
| «Someday (I Will Understand)»                                                   | 2005 | —                             | —                             | —                             | —                             | —                             | 22                            | —                             | 10                            | —                             | 8                             | —                             | | Britney & Kevin: Chaotic      |
| «Gimme More»                                                                    | 2007 | 3                             | 17                            | 3                             | 1                             | 5                             | 7                             | 2                             | 2                             | 15                            | 4                             | 3                             | - США: Платиновий - Канада: 2× Платиновий - Австралія: Золотий                                                                                         | Blackout                      |
| «Piece of Me»                                                                   | 2007 | 18                            | 28                            | 2                             | 5                             | —                             | 7                             | 1                             | 9                             | 4                             | 19                            | 2                             | - США: Платиновий - Австралія: Платиновий - Канада: Платиновий - Нова Зеландія: Золотий                                                                | Blackout                      |
| «Break the Ice»                                                                 | 2008 | 43                            | 21                            | 23                            | 9                             | —                             | 25                            | 7                             | 11                            | 24                            | 63                            | 15                            | | Blackout                      |
| «Womanizer»                                                                     | 2008 | 1                             | 1                             | 5                             | 1                             | 1                             | 4                             | 2                             | 1                             | 9                             | 2                             | 3                             | - Австралія: Платиновий - Швеція: Золотий - Велика Британія: Срібний                                                                                   | Circus                        |
| «Circus»                                                                        | 2008 | 3                             | 1                             | 6                             | 2                             | —                             | 11                            | 12                            | 6                             | 4                             | 19                            | 13                            | - Австралія: Платиновий - Нова Зеландія: Золотий | Circus                        |
| «If U Seek Amy»                                                                 | 2009 | 19                            | 8                             | 11                            | 13                            | —                             | 36                            | 11                            | 13                            | 17                            | 61                            | 20                            | - Австралія: Золотий | Circus                        |
| «Radar»                                                                         | 2009 | 88                            | 30                            | 46                            | 53                            | —                             | —                             | 32                            | 8                             | 32                            | —                             | 46                            | | Circus                        |
| «Unusual You»                                                                   | 2009 | —                             | —                             | —                             | —                             | —                             | —                             | —                             | —                             | —                             | —                             | —                             | | Circus                        |
| «3»                                                                             | 2009 | 1                             | 2                             | 6                             | 1                             | 10                            | 18                            | 7                             | 2                             | 12                            | 8                             | 7                             | - Австралія: Платиновий - Канада: 2× Платиновий - Нова Зеландія: Золотий                                                                               | The Singles Collection        |
| «Hold It Against Me»                                                            | 2011 | 1                             | 3                             | 4                             | 1                             | 31                            | 23                            | 5                             | 9                             | 1                             | 7                             | 6                             | - Австралія: Платиновий - Нова Зеландія: Золотий - Швеція: Золотий                                                                                     | Femme Fatale                  |
| «Till the World Ends»                                                           | 2011 | 3                             | 4                             | 8                             | 4                             | 8                             | 27                            | 7                             | 4                             | 10                            | 7                             | 21                            | - Австралія: Платиновий - Нова Зеландія: Золотий - Швеція: Золотий                                                                                     | Femme Fatale                  |
| «I Wanna Go»                                                                    | 2011 | 7                             | 31                            | 5                             | 5                             | 32                            | —                             | 41                            | 22                            | 30                            | 27                            | 111                           | | Femme Fatale                  |
| «Criminal»                                                                      | 55   | —                             | 16                            | 13                            | —                             | —                             | —                             | —                             | 36                            | 33                            | —                             |                               | |                               |
| «Ooh La La»                                                                     | 2013 | 54                            | 21                            | -                             | 37                            | 73                            | -                             | -                             | -                             | -                             | -                             | -                             | | Смурфики 2                    |
| Риска означає непопадання в хіт-парад, або продукт не виходив на цій території. |      |                               |                               |                               |                               |                               |                               |                               |                               |                               |                               |                               | |                               |

### Промо-сингли
| Назва                                                                           | Рік  | Найвищі позиції в хіт-парадах | Найвищі позиції в хіт-парадах | Найвищі позиції в хіт-парадах | Найвищі позиції в хіт-парадах | Альбом                        |
| Назва                                                                           | Рік  | USA Hot Dance Airplay         | USA Hot Digital Tracks        | AUS Hot 30 Countdown          | RUS                           | Альбом                        |
| ------------------------------------------------------------------------------- | ---- | ----------------------------- | ----------------------------- | ----------------------------- | ----------------------------- | ----------------------------- |
| «You Got It All»                                                                | 2000 | —                             | —                             | —                             | —                             | Oops!... I Did It Again       |
| «I've Just Begun (Having My Fun)»                                               | 2004 | —                             | 23                            | —                             | —                             | Greatest Hits: My Prerogative |
| «Chris Cox Megamix»                                                             | 2005 | —                             | —                             | —                             | —                             | Greatest Hits: My Prerogative |
| «And Then We Kiss»                                                              | 2005 | 15                            | —                             | 13                            | 12                            | B in the Mix: The Remixes     |
| Риска означає непопадання в хіт-парад, або продукт не виходив на цій території. |      |                               |                               |                               |                               |                               |

### Інші досягнення
| Назва                                                                           | Рік  | Найвищі позиції в хіт-парадах | Найвищі позиції в хіт-парадах | Найвищі позиції в хіт-парадах | Альбом     |
| Назва                                                                           | Рік  | USA                           | SWE                           | CAN                           | Альбом     |
| ------------------------------------------------------------------------------- | ---- | ----------------------------- | ----------------------------- | ----------------------------- | ---------- |
| «S&M» (Ріанна Разом із Брітні Спірс)                                            | 2011 | 1                             | 2                             | 1                             | —          |
| «Scream & Shout» (Will.i.am Разом із Брітні Спірс)                              | 2012 | 12                            | 21                            | 2                             | #willpower |
| Риска означає непопадання в хіт-парад, або продукт не виходив на цій території. |      |                               |                               |                               |            |

## Інші пісні, що потрапили до Хіт-парадів
| Назва                                                                           | Рік  | Найвищі позиції в хіт-парадах | Найвищі позиції в хіт-парадах | Найвищі позиції в хіт-парадах | Найвищі позиції в хіт-парадах | Найвищі позиції в хіт-парадах | Найвищі позиції в хіт-парадах | Найвищі позиції в хіт-парадах | Альбом             |
| Назва                                                                           | Рік  | USA                           | CAN                           | UK                            | SWE                           | DK                            | RUS                           | KORint                        | Альбом             |
| ------------------------------------------------------------------------------- | ---- | ----------------------------- | ----------------------------- | ----------------------------- | ----------------------------- | ----------------------------- | ----------------------------- | ----------------------------- | ------------------ |
| «Everybody»                                                                     | 2007 | —                             | 81                            | —                             | —                             | —                             | 88                            | —                             | Blackout           |
| «My Only Wish (This Year)»                                                      | 2008 | —                             | —                             | —                             | —                             | 34                            | 144                           | —                             | Platinum Christmas |
| «Kill the Lights»                                                               | 2008 | 111                           | —                             | —                             | —                             | —                             | —                             | —                             | Circus             |
| «Shattered Glass»                                                               | 2008 | 70                            | 75                            | 192                           | —                             | —                             | —                             | —                             | Circus             |
| «Out from Under»                                                                | 2008 | 119                           | —                             | —                             | 32                            | —                             | 48                            | —                             | Circus             |
| «Gasoline»                                                                      | 2011 | —                             | —                             | —                             | —                             | —                             | —                             | 19                            | Femme Fatale       |
| «How I Roll»                                                                    | 2011 | —                             | —                             | —                             | —                             | —                             | —                             | 22                            | Femme Fatale       |
| «Big Fat Bass»                                                                  | 2011 | —                             | —                             | —                             | —                             | —                             | —                             | 31                            | Femme Fatale       |
| «Criminal»                                                                      | 2011 | —                             | —                             | —                             | —                             | —                             | —                             | 37                            | Femme Fatale       |
| «(Drop Dead) Beautiful»                                                         | 2011 | —                             | —                             | —                             | —                             | —                             | —                             | 41                            | Femme Fatale       |
| «Trouble for Me»                                                                | 2011 | —                             | —                             | —                             | —                             | —                             | —                             | 43                            | Femme Fatale       |
| «Inside Out»                                                                    | 2011 | —                             | —                             | —                             | —                             | —                             | —                             | 47                            | Femme Fatale       |
| «Seal It With a Kiss»                                                           | 2011 | —                             | —                             | —                             | —                             | —                             | —                             | 49                            | Femme Fatale       |
| «Trip to Your Heart»                                                            | 2011 | —                             | —                             | —                             | —                             | —                             | —                             | 55                            | Femme Fatale       |
| «Up n' Down»                                                                    | 2011 | 110                           | —                             | —                             | —                             | —                             | —                             | 4                             | Femme Fatale       |
| «Scary»                                                                         | 2011 | —                             | —                             | —                             | —                             | —                             | —                             | 2                             | Femme Fatale       |
| Риска означає непопадання в хіт-парад, або продукт не виходив на цій території. |      |                               |                               |                               |                               |                               |                               |                               |                    |